# Oluf Nielsen Rosenkrantz
 Der er flere personer med dette navn, se Oluf Rosenkrantz.
Oluf Nielsen Rosenkrantz (omkring 1490 – 8. november 1545 på Vallø) var en dansk rigsråd.
Han var søn af rigshofmester Niels Eriksen Rosenkrantz (død 1516). Allerede i kong Hans' tid blev han forlenet med Vordingborg som kongeligt regnskabslen (1512-17) og fik efter faderens død brev på at beholde Koldinghus og Len som et frit pant i 30 år (1517).
Ved oprøret mod Christian 2. sluttede Rosenkrantz sig til Mogens Gøye og søgte at mægle; han deltog således i et frugtesløst møde i Særslev Kirke og skal have givet kongen det råd at tage til København for at se tiden an.
Koldinghus blev derpå samlingssted for de adelsmænd, der endnu var kongen tro, mens hertug Frederik med sine tropper og de oprørske adelsmænd lå i Kolding by. Da slottet ikke kunne holdes ved en længere belejring, holdt Rosenkrantz sig her, men da hertug Frederik og oprørerne kort efter truede ham på livet, hvis han ikke sluttede sig til hertugen, sendte Rosenkrantz 17. marts kongen besked herom. Han skriver, at han gerne ville begive sig til kongen, men ikke turde af frygt for Sigbrit, der truede ham og hans venner på livet, og som også havde været årsag til, at han og hans moder havde mistet gods i Vallø og 2 gårde i København.
Han deltog derpå i Frederik 1.’s hylding i Viborg 26. marts 1523 og blev optaget i rigsrådet. Valløgodset blev givet tilbage, og Rosenkrantz indtog i den følgende tid sammen med sine 2 svogre, Tyge Krabbe og Erik Eriksen Banner, en meget betydende position under Frederik 1.'s regering. I stedet for Koldinghus fik han Abrahamstrup som pantelen på livstid.
Han deltog i Københavns belejring og skal have haft stor del i, at Henrik Gøye lod sig overtale til overgivelse. En tid havde han under belejringen været blandt de medlemmer af rigsrådet, der som statholdere styrede Sjælland under kongens ophold i hertugdømmerne, og ved kongens kroning 8. august 1524 blev han slå til ridder.
Efter moderens død i 1528 havde han overtaget Vallø helt, og 7. februar 1529 giftede han sig med Ide Munk, datter af rigsråd og landsdommer i Jylland Mogens Munk. Han deltog i de følgende år i de vigtigste regeringshandlinger under Frederik 1.
Rosenkrantz var katolsk, men ikke så udpræget en fjende af Luthers lære som sin
svoger Tyge Krabbe. Han var blandt de rigsråder, som, efter at Frue Kirke i København på grund af billedstormen i julen 1530 en tid havde været lukket, atter skaffede katolikkerne adgang til kirken, hvorpå den under stor højtidelighed blev taget i brug 15. november 1531.
I dette efterår ventede man Christian 2.’s ankomst og mente i begyndelsen, at angrebet ville være rettet mod Sjælland og København. Rosenkrantz og Anders Bentsen Bille havde befalingen på Sjælland og havde travlt med forsvarsforanstaltninger. Mens han i januar 1532 opholdt sig i København, udbrød et mytteri blandt landsknægtene, som det lykkedes at få bekæmpet. Kort efter
blev Rosenkrantz hofmester for Frederik 1.'s næstældste søn, hertug Hans, som det katolsksindede parti ønskede til konge efter faderens død. Der blev derfor indrettet en hofadministration på Nyborg Slot for den unge hertug under Rosenkrantz' opsyn. Ved herredagen i København efter Frederik 1.’s død arbejdede Rosenkrantz for hertug Hans’ valg. Han medbeseglede derfor også det brev, hvorved kongevalget blev udsat et år af hensyn til Norge, idet man ved de norske biskoppers hjælp ventede at kunne få Hans til konge. Ligeledes har beseglede han den såkaldte reces af 3. juli, hvor man søgte at stopper for den lutherske lære, og han deltog også i dommen over Hans Tausen.
Derimod beseglede han ikke det såkaldte enighedsbrev, hvorved biskopperne søgte at binde rigsrådets medlemmer indbyrdes til ikke at støttee nogen til konge uden hele rigsrådets
enighed. Tvært imod nedlagde han sammen med Mogens Gøye og Erik Banner protest mod rigsrådets handlinger i den kongeløse tid, formentlig især mod enighedsbrevet, og forlod derpå ligesom
Mogens Gøye, Erik Banner og flere katolske adelsmænd København. At Rosenkrantz ikke besejlede dette brev, kom ham senere til gode, idet brevet blev hovedanklagen fra Christian 3. mod biskopperne og deres tilhængere.
Som hofmester for hertug Hans begav Rosenkrantz sig efter herredagen til Nyborg Slot, som han nu var blevet forlenet. Da grev Christoffer af Oldenborg i maj 1534 som Lübecks krigsfører gjorde indfald i Holsten, sendte Rosenkrantz straks fra Nyborg 50 landsknægte til Sønderborg for at forstærke slottet, hvor Christian 2. sad fanget; men han blottede herved sin egen fæstning. Ved den fynske adels møde 9. juli i Hjallese ved Odense, hvor den fynske adel, ligesom tidligere den jyske, sluttede sig til hertug Christian (senere Christian 3.), deltog Rosenkrantz ikke. Men da hele Sjælland og Fyn rejste sig til fordel for Christian 2., frygtede han hertug Hans’ sikkerhed og førte ham og hans tjenere forklædte som bønder til Sønderborg. Selv begav han sig tilbage til Nyborg, som da også senere blev belejret af de grevelige, og Rosenkrantz måtte overgive slottet og blev fanget i august 1534; han blev ligesom de øvrige fangne adelsmænd ført til København.
Da hertug Hans’ sag var tab, idet det vestlige Danmark havde sluttet sig til hertug Christian og det østlige til grev Christoffer, opsagde Rosenkrantz 16. august sin tjeneste og sluttede sig til grev Christoffer, ligesom den øvrige skånske og sjællandske adel havde gjort, hvorpå greven frigav hans hustru og børn, der ellers sad som fanger på Nyborg.
I den følgende tid opholdt Rosenkrantz sig på Vallø; men i januar 1535 blev han af grev Christoffer til kaldt til herredag i København. Imidlertid besluttede lybekkerne og
Borgerpartiet at fængsle de vigtigste rigsråder og adelsmænd og at indtage deres borge. Rosenkrantz blev da kastet i Blåtårn, mens Sebastian von Jessen indtog Vallø. Ved Københavns overgivelse i 1536 kom han i Christian 3.’s magt; men da han kun nødtvungent havde måttet anerkende grev Christoffer, og da han ikke havde deltaget i de mest yderliggående skridt under herredagen i 1533, slap han let. Han beholdt sit sæde i rigsrådet og fik kort efter
Abrahamstrup Len tilbage på livstid; de store pantesummer, som han havde stående deri, synes derimod at være ansete som tabte.
Han indtog under Christian 3.’s regering en meget betynde position i rigsrådet og fik adskillige hverv, deriblandt flere gange statholderskabet i København og på Sjælland. Var hertug Hans blevet konge, var han formentlig blevet rigshofmester, ligesom hans far, Niels Eriksen, hans farfar, Erik Ottesen Rosenkrantz, og oldefar, Otte Nielsen Rosenkrantz, havde været.
Han døde på Vallø 1545. Hans enke, Ide Munk, overlevede ham med mange år. Da de ingen sønner efterlod sig, gik Vallø til deres 2 døtre, Birgitte, gift med Peder Bille til Svanholm og Mette Rosenkrantz.